# Walter Satterthwait
Walter Satterthwait (* 23. März 1946 in Philadelphia, Pennsylvania; † 26. Februar 2020 in Poulsbo, Washington) war ein US-amerikanischer Krimi-Autor.
Satterthwait war ein weitgereister Autor, der sich in mehreren Berufen versucht hatte, bevor es ihm gelang, seine Romane bei einem Verlag unterzubringen. Davon profitierten auch seine Romane, die an einer Vielzahl von Schauplätzen spielen, z. B. in Kenia, Deutschland, Frankreich und Santa Fe (New Mexico), wo er auch vorwiegend lebte.
Neben den fiktiven Detektiven, von denen es zwei Serien gibt, tauchen in seinen Büchern auch immer wieder reale Personen auf, wie z. B. Oscar Wilde (Oscar Wilde im Wilden Westen), Lizzie Borden (Miss Lizzie), Gertrude Stein, Ernest Hemingway (Maskeraden), Arthur Conan Doyle und Harry Houdini (Eskapaden)  und zahlreiche weitere Persönlichkeiten der 1920er-Jahre in der Serie mit den Pinkerton-Detektiven Beaumont & Turner.

## Bibliografie (Auswahl)
Joshua-Croft-Serie
- Wand aus Glas (Wall of Glass, 1987)
- Mit den Toten in Frieden (At Ease With the Dead, 1990)
- Eine Blume in der Wüste (A Flower in the Desert, 1992)
- Der Gehängte (The Hanged Man, 1993)
- Ans Dunkel gewöhnt (Accustomed to the Dark, 1996)

Phil Beaumont & Jane Turner
- Eskapaden (Escapade, 1995)
- Maskeraden (Masquerade, 1998)
- Scharaden (Cavalcade, 2005)

andere Bücher
- Miss Lizzie (Miss Lizzie, 1989)
- Miss Lizzie kehrt zurück (The Return of Miss Lizzie)
- Oscar Wilde im Wilden Westen (Wilde West, 1991)
- Das Gold des Mayani (The Gold of Mayani, 1995, Geschichten)
- Scherenschnitte (Perfection, 2001)
- Dead Horse, 2007

## Hörspielbearbeitungen
- Miss Lizzie. Zweiteiliges Hörspiel mit Adela Florow, Kornelia Boje, Angela Schmid, Cornelia Froboess, Michael König, Doris Schade, Paul Herwig, Christian Berkel, Walter Renneisen, Thomas Holtzmann, Peter Pius Irl, Werner Haindl, Elisabeth Endriss, Margit Carls, Jochen Striebeck, Christoph Lindert, Stefanie Kutzer u. a. Aus dem Amerikanischen von Ursula-Maria Mössner. Bearbeitung und Regie: Irene Schuck. Bayerischer Rundfunk 1998 .
- Oscar Wilde im Wilden Westen. Zweiteiliges Hörspiel mit Bodo Primus, Oliver Reinhard, Horst Sachtleben, Rita Russek, Mogens von Gadow, Helmut Stange, Jochen Striebeck, Jan Gebauer, Frauke Poolmann, Roland Bayer, Barbara Boschan, Holger Buck, Burchard Dabinnus, Gernot Duda, Markus Fennert, Michael Habeck, Verena Lercher, Harry Täschner, Ursula van der Wielen, Jens Wawrczeck u. a. Aus dem Englischen von Gunnar Kwisinski. Komposition: Wolfgang Florey, Ralf Schmid. Bearbeitung und Regie: Irene Schuck. Bayerischer Rundfunk 2000.

## Auszeichnungen
- 1996: Prix du Roman d’Aventures für Eskapaden